# Ballyvaughan Turlough SAC
Ballyvaughan Turlough SAC este o arie protejată (arie specială de conservare — SAC, sit de importanță comunitară — SCI) din Irlanda întinsă pe o suprafață de 12,86 ha, integral pe uscat.

## Localizare
Centrul sitului Ballyvaughan Turlough SAC este situat la coordonatele 53°06′36″N 9°09′38″W / 53.109977°N 9.160646°V.

## Înființare
Situl Ballyvaughan Turlough SAC a fost declarat sit de importanță comunitară în noiembrie 1997 pentru a proteja un număr necunoscut de specii din flora spontană și fauna sălbatică aflate în arealul zonei. Situl a fost protejat și ca arie specială de conservare în mai 2019.

## Biodiversitate
Situată în ecoregiunea atlantică, aria protejată conține 1 habitat natural: Turlough.
La baza desemnării sitului se află un număr nedeclarat de specii protejate.
Pe lângă speciile protejate, pe teritoriul sitului au mai fost identificate 1 specie de plante.